# Tobias Picker
Tobias Picker (New York, 18 juli 1954) is een Amerikaans componist.

## Levensloop
Picker begon al op achtjarige leeftijd met het componeren. Hij studeerde aan de Manhattan School of Music in New York, aan de Juilliard School of Music, eveneens in New York, en aan de Princeton-universiteit te Princeton (New Jersey). Tot zijn leraren behoorden onder anderen Charles Wuorinen, Elliott Carter en Milton Babbitt.
In 1996 ging zijn eerste opera Emmeline aan de Santa Fe Opera in première en werd intussen via televisie in de hele Verenigde Staten uitgezonden. Er volgden tot nu (2010) drie opera's. Zijn symfonische werken werden uitgevoerd door vooraanstaande orkesten zoals de New York Philharmonic, Chicago Symphony Orchestra, Cleveland Orchestra, Philadelphia Orchestra, BBC Philharmonic, Münchner Philharmoniker, Tonhalle Orchester Zürich en het Symfonieorkest van de ORF.
Als componist ontving hij al prijzen en onderscheidingen, zoals de "Bearns Prize" van de Columbia-universiteit, studiebeurzen van de Solomon R. Guggenheim Foundation, in 1992 de "Award in Music" van de American Academy of Arts and Letters. Van 1985 tot 1990 was hij huiscomponist van het Houston Symphony Orchestra. Hij is verder huiscomponist van het Santa Fe Chamber Music Festival en het Pacific Music Festival.

## Composities

### Werken voor orkest

#### Symfonieën
- 1982 Symfonie nr. 1, voor orkest (opgedragen aan Edo de Waart)
- 1986 Symfonie nr. 2: Aussöhnung, voor sopraan en orkest (opgedragen aan Sergiu Comissiona)[1]
  1. Vorspiel
  2. Die hehre Welt
  3. Wer beschwichtigt
  4. Beklommnes Herz
  5. Schlägt und möchte schlagen
  6. Herz erleichtert...
  7. O - dass es ewig bliebe
  8. Aussöhnung
  9. Nachspiel
- 1988 Symfonie nr. 3, voor strijkorkest

#### Concerten voor instrumenten en orkest
- 1980 Concert nr. 1, voor piano en orkest
- 1981 Concert nr. 1, voor viool en orkest
- 1983 Keys to the City (Concert nr. 2), voor piano en orkest (Opdracht van de stad New York ter gelegenheid van het 100-jarig jubileum van de Brooklyn Bridge)
- 1986 Concert nr. 3: Kilauea, voor piano en orkest
- 1989 Romances and Interludes, voor hobo en orkest
- 1992 Bang!, voor geprepareerd piano en orkest
- 1993 rev. 2000 The Rain in the Trees, voor dwarsfluit, sopraan en orkest; rev. versie: voor sopraan en orkest
- 1994 Concert, voor altviool en orkest
- 1999 Concert, voor cello en orkest

#### Andere werken voor orkest
- 1983 The Encantadas, voor acteur en orkest - tekst: Herman Melville
- 1986 The Encantadas, voor spreker/acteur en kamerorkest - tekst: Herman Melville
- 1986 Old and Lost Rivers, symfonisch gedicht
- 1989 Two Fantasies, voor orkest
- 1991 Séance: Hommage à Sibelius, voor orkest
- 1994 And Suddenly It’s Evening, voor orkest

### Werken voor harmonieorkest
- 1984 Dedication Anthem

### Muziektheater

#### Opera's
| Voltooid in     | titel                 | aktes       | première | libretto                                          |
| --------------- | --------------------- | ----------- | --- | ------------------------------------------------- |
| 1996 rev. 2009  | Emmeline              | 2 bedrijven | 27 juli 1996, Santa Fe (New Mexico), Santa Fe Opera; rev. versie: 2009, New York, Dicapo Opera                             | J. D. McClatchy naar een novel van Judith Rossner |
| 1998            | The Fantastic Mr. Fox | 3 bedrijven | 9 december 1998, Los Angeles, Los Angeles Opera                                                                            | Donald Sturrock naar het boek van Roald Dahl      |
| 2001; rev. 2006 | Thérèse Raquin        | 2 bedrijven | 2001, Dallas, Dallas Opera; rev. versie: maart 2006 in het Linbury Studio van het Royal Opera House, Covent Garden, Londen | Gene Scheer naar de novel van Émile Zola          |
| 2005-2006       | An American Tragedy   | 2 bedrijven | 2 december 2005, New York, Metropolitan Opera                                                                              | Gene Scheer naar een novel van Theodore Dreiser   |

#### Balletten
| Voltooid in | titel      | aktes | première                              | libretto     | choreografie   |
| ----------- | ---------- | ----- | ------------------------------------- | ------------ | -------------- |
| 2010        | Awakenings |       | 22 september 2010, Salford, The Lowry | Oliver Sacks | Aletta Collins |

### Vocale muziek
- 1984 Aussöhnung, voor midden- of hoge stem en piano - tekst: Johann Wolfgang von Goethe
- 1985 When We Meet Again (Sonnet), voor midden- of hoge stem en piano - tekst: Edna St. Vincent Millay
- 1987 Half a Year Together, voor midden- of hoge stem en piano - tekst: Richard Howard
- 1987 Remembering, voor midden- of hoge stem en piano - tekst: Edna St. Vincent Millay
- 1999 Not Even the Rain, voor midden- of hoge stem en piano - tekst: E.E. Cummings
- 2000 Tres sonetos de amor, voor bariton en orkest - tekst: Pablo Neruda, liefdesgedichten
- 2001 Irrational Exuberance, voor midden- of hoge stem en piano - tekst: Gene Scheer
- 2004 I Am In Need of Music, voor midden- of hoge stem en piano - tekst: Elizabeth Bishop

### Kamermuziek
- 1976 Sextet nr. 2, voor hobo, klarinet, viool, cello, glockenspiel/vibrafoon en piano
- 1977 Sextet nr. 3, voor dwarsfluit, viool, cello, contrabas, glockenspiel/vibrafoon en piano
- 1978 Rhapsody, voor viool en piano
- 1979 Nova, voor viool, altviool, cello, contrabas en piano
- 1979 Octet, voor hobo, basklarinet, hoorn, vibrafoon/marimba, harp, viool, cello en contrabas
- 1979 Romance, voor viool en piano
- 1981 The Blue Hula, voor kamerensemble (dwarsfluit, klarinet, vibrafoon, glockenspiel, maracas, viool, cello, piano)
- 1983 Serenade, voor blaaskwintet en piano
- 1987 Strijkkwartet nr. 1: New Memories
- 1988 Strijkkwartet met contrabas
- 1988 Suite, voor cello en piano
- 1991 Invisible Lilacs, voor viool en piano
- 2008 Strijkkwartet nr. 2

### Werken voor piano
- 1977 When Soft Voices Die
- 1983 Keys to the City, voor twee piano's
- 1984 Pianorama, voor twee piano's
- 1986 Old and Lost Rivers
- 1990 The Blue Hula
- 1990 Three Pieces
- 1996 Four Etudes for Ursula